# Erfahrungsseelenkunde
Die Erfahrungsseelenkunde ist eine von Karl Philipp Moritz geprägte Bezeichnung von psychologischen Konzeptionen der Aufklärungszeit.
Ihrem Selbstverständnis zufolge gingen die Vertreter der Erfahrungsseelenkunde (auch Erfahrungsseelenlehre) von der in der Beobachtung gegebenen Erfahrung aus. Jedoch waren von vornherein sowohl die Erhebung als auch die Interpretation der Erfahrungsdaten durch Lehrmeinungen und Klassifikationsgesichtspunkte spekulativer philosophischer Systeme bestimmt.
Die gesellschaftlichen Verhältnisse der Aufklärungszeit und das ihnen entsprechende Streben der Menschen nach Autonomie, Bildung und Befreiung von religiösen Dogmen förderten in beträchtlichem Maße das Interesse an psychologischen Fragen, insbesondere an solchen angewandten Problemstellungen wie die Menschenbeurteilung und -behandlung.
Ein typisches Produkt der Erfahrungsseelenkunde ist etwa die Physiognomik als Versuch, aus äußeren beobachteten Daten wie Mimik, Gestik u. a.   charakterologische Schlussfolgerungen abzuleiten. Bereits 1714 erschien das weite Verbreitung findende Werk von Julius Bernhard von Rohr (1688–1742) „Unterricht von der Kunst, der Menschen Gemüter zu erforschen“.
Psychologische Magazine, zum Beispiel das von 1783 bis 1793 herausgegebene Magazin zur Erfahrungsseelenkunde von Karl Philipp Moritz, entsprachen dem höfisch-weltmännischen Bildungsideal jener Zeit. Als die theoretisch anspruchsvollste Leistung der Erfahrungsseelenkunde kann das Werk von Johann  Nikolaus Tetens gewertet werden.